# Arthur Koestler
Arthur Koestler (en hongarès: Kösztler Artur; Budapest, 5 de setembre de 1905 - Londres, 1 de març de 1983) va ser un escriptor, filosof i periodista hongarès nacionalitzat britànic. Nascut a Hongria, va créixer i es va educar a Àustria. El 1931 es va unir al Partit Comunista d'Alemanya fins que, desil·lusionat per l'estalinisme, va renunciar-hi el 1938. El 1940 es va publicar la novel·la Darkness at Noon (‘foscor al migdia’), traducció a l'anglès de l'original alemany titulat Sonnenfinsternis (‘eclipsi solar’) —en francès (1945) es va titular Le zéro et l'infini (‘el zero i l'infinit’)—, una obra antitotalitària que li va atorgar fama internacional. Durant els següents quaranta-tres anys, des de la seva residència a Gran Bretanya, Koestler es va comprometre amb moltes causes polítiques, i va escriure novel·les, memòries, biografies i nombrosos assajos. El 1968 va ser guardonat amb el Sonning Prize «per [la seva] excel·lent contribució a la cultura europea», i el 1972 va ser nomenat comandant del Molt Excel·lent orde de l'Imperi britànic. El 1976 se li va diagnosticar la malaltia de Parkinson i el 1979 una leucèmia terminal. Ell i la seva esposa es van suïcidar a casa seva, a Londres, el 1983.

## Biografia
Koestler va néixer a Budapest, fill únic d'Adele Jeiteles i Henrik Koestler, d'ascendència jueva txeca i hongaresa respectivament, família benestant propietaris del seu propi negoci d'importació de tèxtils a Hongria. Durant els primers anys Arthur va viure en amplis apartaments en diversos districtes predominantment jueus disposant de cuiner, minyona i institutriu estrangera. L'educació primària, la va començar en una llar d'infants privada experimental fundada per Laura Striker, mare d'Eva Zeisel, de la qual va esdevenir íntim amic. L'esclat de la Primera Guerra Mundial el 1914 va privar al seu pare dels proveïdors estrangers i el negoci es va ensorrar. Enfront de la misèria, la família es va traslladar temporalment a una pensió a Viena. Quan va acabar la guerra la família va tornar a Budapest.

### Viena, Palestina, París, Berlín i vol sobre el pol nord
Tota la família simpatitzava amb l'efímera revolució bolxevic hongaresa de 1919. Tot i que la petita fàbrica de sabó del seu pare va ser nacionalitzada, se li va pagar bé. Va viure intensament la revolució dirigida pel líder comunista hongarès Béla Kun. Després de la caiguda de la «Comuna hongaresa», amb l'ocupació temporal de Budapest per l'exèrcit romanès i després el terror blanc sota el règim de Miklós Horthy, el 1920 la família va tornar a Viena, on Henrik va crear un nou negoci d'importació. El setembre del 1922 Arthur es va inscriure a la Universitat Politècnica de Viena per estudiar enginyeria, unint-se a una associació estudiantil sionista, però els negocis del seu pare van començar a davallar i va ser expulsat per falta de pagament de les taxes.
Al març de 1926 va escriure una carta als seus pares dient-los que anava a Palestina durant un any per treballar com a enginyer assistent en una fàbrica per adquirir experiència que l'ajudés a trobar una feina a Àustria. Ja a Palestina durant algunes setmanes va viure en un quibuts, però la seva sol·licitud d'adhesió al col·lectiu (Kvutzat Heftziba) va ser rebutjada pels seus membres. Durant els dotze mesos següents es va guanyar la vida amb treballs de baixa categoria a Haifa, Tel-Aviv i Jerusalem. Sovint sense diners i amb gana, depenia d'amics i coneguts per a la supervivència. De tant en tant va escriure o editar diaris i altres publicacions, majoritàriament en alemany.

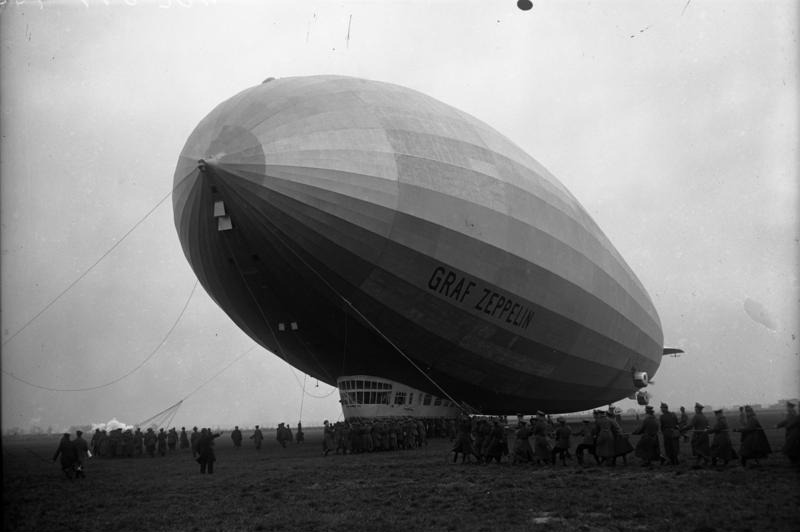
Koestler va cobrir com a periodista, a bord d'un LZ 127 Graf Zeppelin, un viatge científic al pol nord

A la primavera de 1927 marxa de Palestina un temps per anar a Berlín a treballar com a secretari del Patit Revisionista de Zeev Jabotinski. Aquell mateix any va obtenir el càrrec de corresponsal a l'Orient Mitjà per al grup editorial Ullstein-Verlag amb seu a la mateixa ciutat. Va tornar a Jerusalem, on durant els següents dos anys va escriure detallats assajos polítics i alguns reportatges per l'empresa de notícies i per a altres periòdics.
Va fer molts viatges, entrevistà caps d'estat, reis, presidents i primers ministres, millorà notablement la seva reputació com a periodista. El 1929 va demanar canvi de destí i així, el setembre del mateix any, va ser enviat a París i, un any més tard, el 1931, va tornar a Berlín i va ser nomenat editor de l'àrea de ciència del Vossische Zeitung i assessor científic del diari de l'empresa Ullstein. El mateix any va ser escollit per l'Ullstein com a periodista per viatjar a bord de vol científic sobre el pol nord del Graf Zeppelin; aquest viatge, amb les seves transmissions en viu i les posteriors conferències per tot Europa, va augmentar encara més el seu prestigi i poc després va ser nomenat editor de notícies internacionals i assistent d'editor en cap del Berliner Zeitung am Mittag.
També aquest any 1931, encoratjat per la seva amiga de la infantesa Eva Striker, i impressionat pels èxits que creia veure a la Unió Soviètica i el plans quinquennals, va esdevenir un ferm partidari del marxisme-leninisme, i el 31 de desembre va sol·licitar l'adhesió al Partit Comunista d'Alemanya.
El 1932 va viatjar a Turkmenistan i l'Àsia central. El setembre de 1933 va tornar a París i durant els dos anys següents va estar actiu en els moviments antifeixistes, escrivint propaganda sota la direcció del director en cap de propaganda del Komintern a Occident, Willi Münzenberg. Es va casar, el 1935, amb una companya seva activista comunista, Dorothy Ascher, de qui es va separar el 1937.

### Guerra Civil espanyola i Segona Guerra mundial
Durant la Guerra Civil espanyola, el 1936, va fer una visita en nom del Komintern a la seu del general Francisco Franco a Sevilla, fent-se passar per un simpatitzant de Franco i utilitzant les credencials del diari anglès News Chronicle de Londres per cobrir-se. Allà va recollir proves de la implicació directa de la Itàlia feixista i l'Alemanya nazi donant suport a Franco que els rebels nacionalistes encara tractaven d'ocultar en aquells moments. Va haver de fugir a França després de ser reconegut i denunciat com a comunista, i va escriure L'Espagne Ensanglantée. El 1937 va tornar a Espanya com a corresponsal de guerra de nou del News Chronicle. Després de la caiguda de Màlaga, on es trobava, va ser detingut pels franquistes i va romandre empresonat de febrer fins al juny a Sevilla i condemnat a mort. Finalment, va ser bescanviat per un presoner franquista en mans dels lleials, l'esposa d'un dels pilots de combat de l'exèrcit de Franco, Carlos Haya, per mediació del Foreign Office per de la pressió i les campanyes que va exercir la seva exdona Dorothy Ascher des de Gran Bretanya, com ell mateix va escriure a Dialogue with Death.
Koestler va tornar a França, on va accedir a escriure una enciclopèdia sobre el sexe que va publicar amb els pseudònims «Drs A. Koestler, A. Willy, i altres», una trilogia amb el primer volum de la qual va aconseguir un gran èxit, L'encyclopédie de la vie sexuelle. Sexual Anomalies and Perversions, Physical and Psychological Development, Diagnoses and Treatment i L'Encyclopédie de la famille van ser els dos volums restants.
El juliol de 1938 va acabar una novel·la en alemany —que no va trobar editor en aquesta llengua—, que va ser publicada per primer cop en anglès amb el títol The Gladiators. El mateix any va renunciar al Partit Comunista. Va començar a treballar en una nova novel·la en alemany, Sonnenfinsternis, que es va publicar el 1940 a Londres amb el títol Darkness at Noon, i va esdevenir editor del setmanari en alemany que es publicava a París, Die Zukunft. El 1939 va conèixer l'escultora britànica Daphne Hardy, amb la qual va viure en parella a París. Ella va ser qui va traduir a principis de 1940 el manuscrit de Sonnenfinsternis a l'anglès. En l'ocupació alemanya de França, van fugir a Londres portant l'escrit de contraban, on va ser publicat.
En el moment de l'esclat de la Segona Guerra Mundial Koestler, que es trobava al sud de França, va viatjar a París, on va ser detingut el 2 d'octubre de 1939 i retingut al Stade Roland Garros per ser traslladat i internat després en el camp de concentració de Vernet d'Arièja, entre altres «estrangers indesitjables», la majoria d'ells refugiats —del període 1939-1940 i la seva estada al camp va escriure el llibre autobiogràfic Scum of the Earth. Va ser posat en llibertat per la intervenció d'un membre del servei d'intel·ligència a principis de 1940 en resposta a una forta pressió britànica. Poc abans de la invasió alemanya de França va ingressar a la legió estrangera francesa per tal de sortir del país; va anar a Algèria i a Casablanca, d'on va desertar per tractar de tornar a Anglaterra.
Només arribar a la Gran Bretanya va ser empresonat, mentre es revisava el seu cas; era a la presó quan es va publicar el 1940 la traducció a l'anglès de Sonnenfinsternis. Va ser posat en llibertat en 1941 i es va oferir com a voluntari a l'exèrcit. Entre gener i març del mateix any va redactar Scum of the Earth, el primer llibre que va escriure en anglès, i els dotze mesos següents va estar al servei del cos de l'exèrcit britànic per a tasques d'enginyeria, el Royal Pioneer Corps. Al març de 1942 el van destinar al Ministeri d'Informació, on va treballar com a guionista d'emissions de propaganda i pel·lícules, alhora que va escriure el llibre Arrival and Departure —el tercer de la trilogia de novel·les que incloïa Sonnenfinsternis i The Gladiators—, la primera obra extensa escrita directament en anglès (abans havia escrit i publicat també en anglès el llibre de records Scum of the Earth). També va escriure diversos assajos, que van ser recollits i publicats en el llibre The Yogi and the Commissar. Uns mesos més tard, el 1943, es va separar de Daphne Hardy.

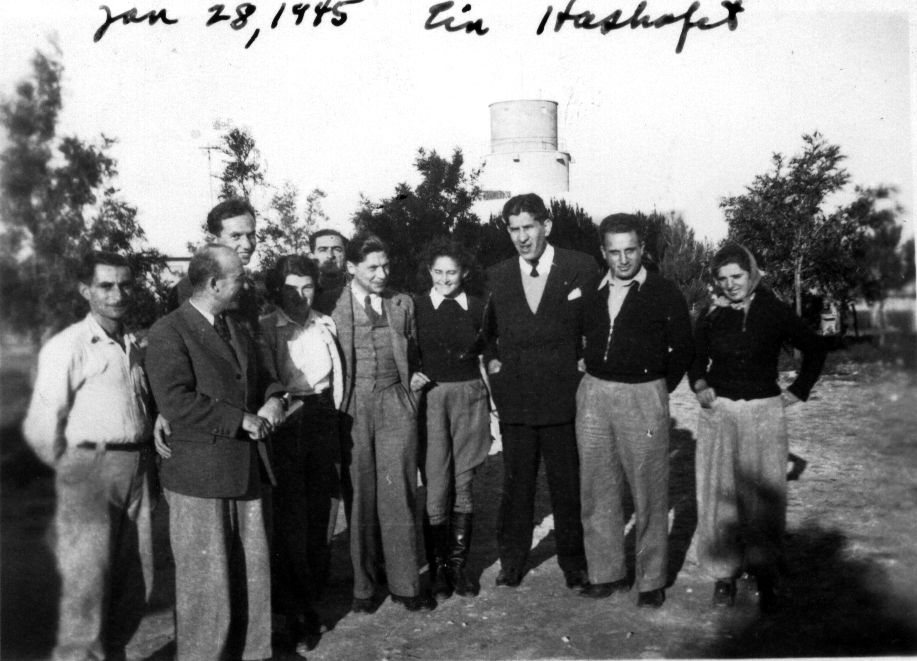
Koestler el gener de 1945 al quibuts Ein Hashofet (és el cinquè per la dreta)

El desembre de 1944 Koestler va viatjar a Palestina amb acreditació del diari The Times, on es va reunir clandestinament amb el cap de l'organització terrorista Irgun, Menachem Begin, en recerca i amb una recompensa 500 lliures sobre ell per part dels britànics. Va tractar de persuadir-lo que abandonés els atacs i acceptés una solució de dos estats per a Palestina, però va fracassar. Molts anys després va escriure en les seves memòries: «Quan la reunió va acabar, em vaig adonar de com d'ingenu havia sigut en imaginar que els meus arguments tindrien la més mínima influència».
D'aquesta estada a Palestina, fins a l'agost de 1945, va recollir notes i material per a la seva novel·la Thieves in the Night. Quan va tornar a Anglaterra va començar una relació estable amb Mamaine Paget, amb qui s'havia començat a veure abans de marxar a Palestina.

### Darrers anys
Quan va esclatar la guerra entre el recentment declarat estat d'Israel i els estats àrabs veïns, el 1948, va viatjar amb Mamaine Paget a la zona del conflicte, acreditat per diversos diaris, americans, britànics i francesos. Més tard, al mateix any, de tornada van decidir abandonar el Regne Unit i traslladar-se a França, on van romandre fins que els va arribar la notícia que li havia estat concedida la nacionalitat britànica. A principis de 1949 va viatjar a Londres per al jurament de lleialtat a la corona britànica i tot seguit va tornar a França on es va centrar en el seu vessant d'escriptor. Durant aquesta etapa va escriure The God That Failed o Insight and Outlook, entre d'altres, que van rebre critiques bastant negatives als Estats Units. El mateix any, el juliol, va començar la seva obra autobiogràfica Arrow in the Blue, a la tardor The Age of Longing, i va contractar una secretària, Cynthia Jefferies.
Koestler havia arribat a un acord de divorci amistós amb la seva primera esposa, Dorothy. El matrimoni va ser dissolt el desembre de 1949 i, uns mesos més tard, el 15 d'abril de 1950 es va casar amb Mamaine Paget al consolat britànic de París.
El 1972 va publicar The Roots of Coincidence.
Malalt de leucèmia i Parkinson, es va suïcidar el 1983 junt amb la seva dona d'aleshores, Cynthia Jefferies, amb qui s'havia casat en 1965.

## Obra
Koestler tenia com a llengües maternes l'alemany (la seva família era germanoparlant establerta a Hongria) i l'hongarès. Va escriure algunes de les seves obres en hongarès i unes altres en alemany, però la majoria d'aquestes les va escriure en anglès, llengua que va adoptar després d'establir-se a la Gran Bretanya.